# Rhabdopygus robustus
Rhabdopygus robustus is een hooiwagen uit de familie Assamiidae.